# 古琴谱

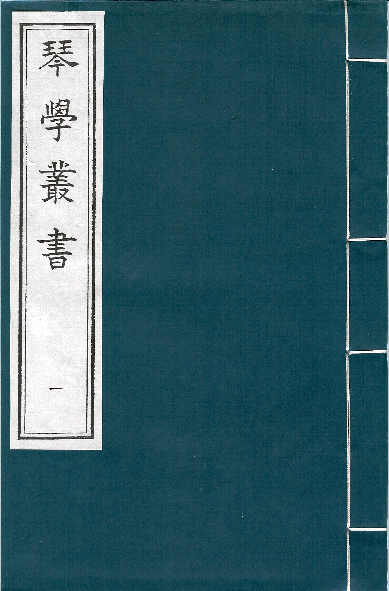
《琴学丛书》

古琴谱是用来收录琴曲乐谱的书籍，也称古琴指法谱。到1960年代为止，查阜西已发现超过130部琴谱曾经出版，包含超过3360首琴曲，其中有很多在明朝前失传，很多流传下来的作品也已经有几百年无人演奏了。现存有古琴譜150多部，包含3000多首古琴曲。

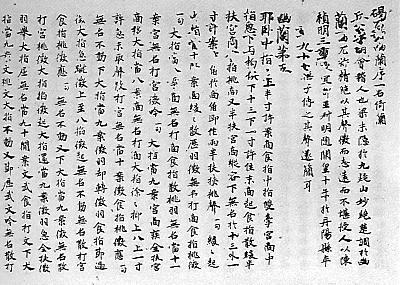
《幽蘭》序和曲名《碣石調幽蘭第五》，叙述了作品起源和文字谱。

## 记谱法

### 文字谱
古琴最早采用文字谱，以文字详细叙述音高、节奏、指法动作、弦序和徽位这些演奏法。文字谱可能是由战国时代的雍門周所创制，采用完整的汉字来记录琴曲的所有细节。现存最早的古琴譜，也是唯一的文字谱為唐代的《碣石调·幽兰》，原收藏于日本京都西贺茂的神光院，現收藏於東京國立博物館。

### 减字谱
文字谱难於使用，晚唐曹柔等简化文字谱而创制减字谱。减字谱是一种指法谱，將原文字譜的文字改成符號，再將符號組合成「減字」而记录指法动作、弦序和徽位，而不记录音高和节奏，因此大大简化了琴谱。雖然理論上有1070个代表指法的减字，但常用的指法並不多，所以减字谱沿用至今。
现存最早的減字譜为南宋姜夔《白石道人歌曲》中收錄的《古怨》琴譜。最早的減字譜集則為明代朱權所編的《神奇秘譜》。

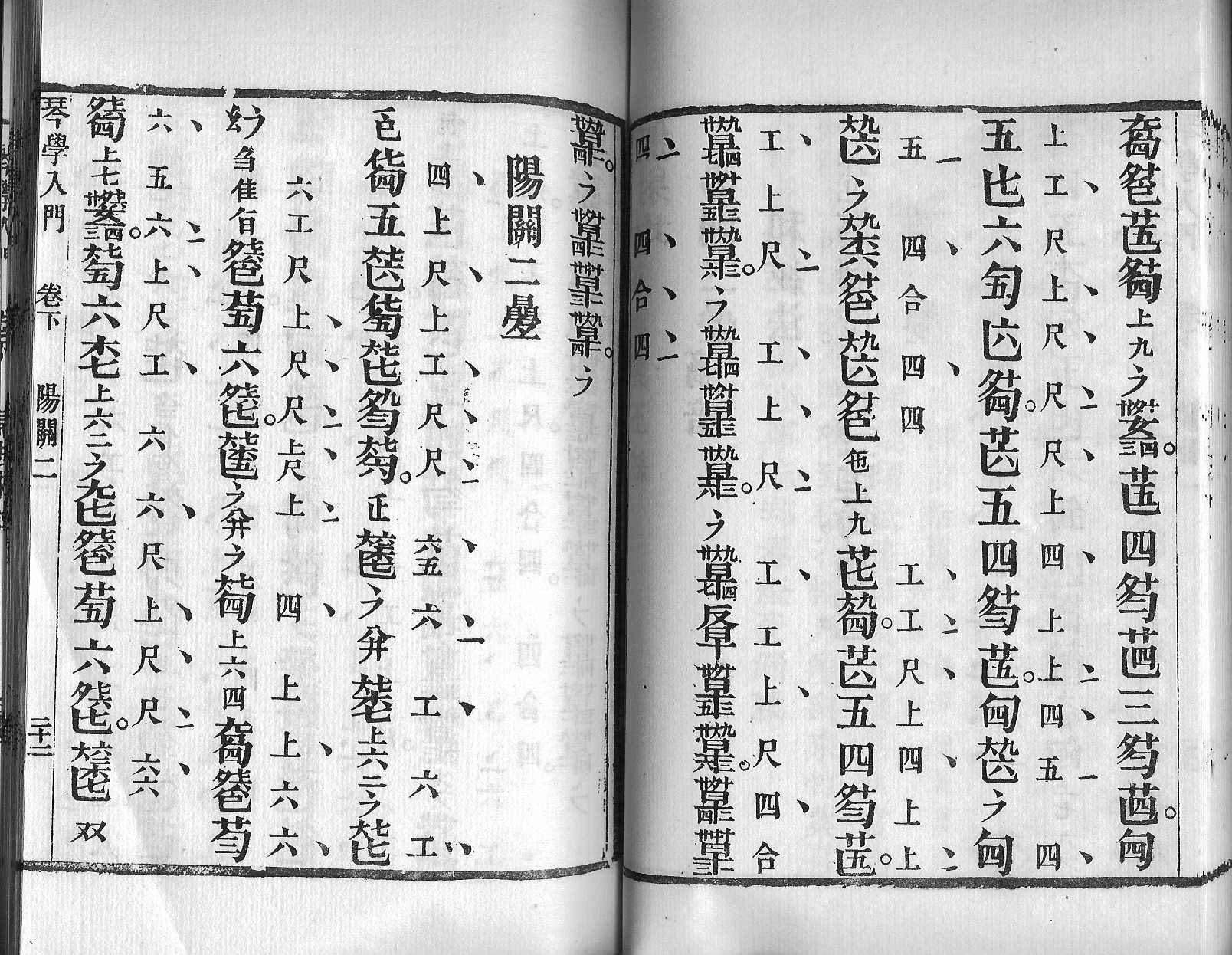
《琴學入門》减字谱旁注工尺谱。

#### 徽分记谱法
明代以前，琴谱记录的徽位為相對位置，会出现含糊的「七八日（間）」或「六下」，抑或是写「十一」。明末虞山琴派徐青山在其《大還閣琴譜》發展出徽分记谱法以記錄按弦位置：两个徽位间的距离被分为10分，如“七徽六分”、“六徽二分”和“十徽八分”。当时有人把1分划分成10釐，但并不实用。

### 工尺谱
宋代開始出现工尺譜，广泛用于戏曲，在清代的《琴學入門》起被用於古琴譜中，和減字譜並列。

### 近代發展
- 楊宗稷的《琴學叢書》除了工尺譜、板拍，還加上由減字譜簡化的弦名譜，形成五行譜（減字譜佔兩行）。[7]
- 王光祈的《翻譯琴譜之研究》則以簡譜書寫。[8]
- 楊蔭瀏、侯作吾編的《古琴曲匯編》首先以五線譜和減字譜並列記譜。[9]許健和王迪主編的《古琴曲集》亦採此法。[10]
- 林友仁、成公亮和龔一曾用「上海音樂學院七弦琴小組」的名義發表〈對改進七弦琴記譜法的一點意見〉，以減字譜和五線譜的組合進行改良。（然而林友仁後來堅定反對此法，提倡回歸傳統，去除五線譜，只用直行書寫的減字譜。成公亮則是減字譜和簡譜併用。）[11]
- 陈长林研发一套计算机程序把文字谱和减字谱翻译成现代乐谱[12]。
- 現在琴人中使用的琴譜一般有減字譜與簡譜對照，也有減字譜與五線譜對照。